# C. Vann Woodward
Comer Vann Woodward (* 13. November 1908 in Vanndale, Cross County, Arkansas; † 17. Dezember 1999 in Hamden, Connecticut) war ein US-amerikanischer Historiker.

## Leben
Woodward wuchs in Arkansas auf, wo sein Vater Schulleiter war, und studierte an der Emory University mit dem Bachelor-Abschluss in Philosophie 1930 sowie ab 1931 der Columbia University mit dem Master-Abschluss in Politikwissenschaft 1932. Damals gehörte er dem linken politischen Spektrum und der frühen Bürgerrechtsbewegung an, war in Kontakt mit führenden afroamerikanischen Vertretern der Harlem Renaissance (W. E. B. Du Bois, über den er schreiben wollte, Langston Hughes). 1932 besuchte er Deutschland und die Sowjetunion und war auch in der Kampagne für die Verteidigung des afroamerikanischen Gewerkschafter und kommunistischen politischen Aktivisten Angelo Herndon aktiv, der in Georgia aufgrund alter Gesetze aus der Reconstruction-Ära 1932 wegen Aufruhr verurteilt wurde, weil man bei ihm kommunistische Pamphlete gefunden und er eine Demonstration organisiert hatte. 1933 war er an einer soziologischen Untersuchung der Landbevölkerung in Georgia im Auftrag der Works Progress Administration beteiligt und deren ärmliche Lebensbedingungen waren für ihn ein Motiv, sich dem Studium der Geschichte der Südstaaten und deren sozialen und ökonomischen Niedergang zuzuwenden.
1937 wurde Woodward an der University of North Carolina bei Howard K. Beale über Thomas E. Watson promoviert. Die Veröffentlichung begründete seinen Ruf als Historiker. Er lehrte an der University of Florida und sollte den Band für die Jahre 1877 bis 1913 der History of the South schreiben, dessen Veröffentlichung aber erst 1951 nach dem Krieg erfolgte (Origins of the South). Im Zweiten Weltkrieg war er als Historiker bei der US Navy, woraus nach dem Krieg sein Buch über die See- und Luftschlacht im Golf von Leyte wurde. Ab 1946 lehrte er an der Johns Hopkins University und ab 1961 an der Yale University. 1977 wurde er emeritiert.
Woodward schrieb seine Dissertation über den populistischen Politiker Thomas E. Watson (1856–1922), ein Mitglied des Repräsentantenhauses und später des Senats, der in den 1890er Jahren für die Interessen armer Farmer in der Populist Party aktiv war, nach der Jahrhundertwende aber reaktionäre Züge erkennen ließ (Befürwortung von Lynchjustiz an Schwarzen, Antisemitismus, Anti-Katholizismus). Woodward sah darin einen Ausdruck des Scheiterns der populistischen Reformer im Süden. Er verfolgte das Thema der Rassen-Politik in den USA weiter mit einer Monographie über die Jim-Crow-Gesetze (The Strange Career of Jim Crow, 1955), in der er insbesondere zeigte, dass diese zeitlich relativ spät entstanden und mit der Niederlage der Landreformbewegung im Süden in den 1890er Jahren in Verbindung standen. Das Buch hatte einen großen Einfluss auf die Bürgerrechtsbewegung der 1960er Jahre und wurde von Martin Luther King 1965 als historical bible of the civil rights movement bezeichnet. Im Lauf der 1960er Jahre wandte er sich jedoch von der Bürgerrechtsbewegung ab und konservativeren Strömungen zu.
Bekannt wurde er durch seine Darstellung der Entwicklung des Südens nach dem Bürgerkrieg in der Reconstruction-Ära, vor allem durch sein Buch Origins of the New South von 1951, auch durch literarische Qualitäten. Er gehörte zu einer Schule von US-Historikern um Charles A. Beard und seinen Doktorvater Howard K. Beale, die statt ideologischer ökonomische Gesichtspunkte in den Vordergrund rückte. In der Reconstruction-Ära waren das nach Woodward vor allem die Gegensätze von Landbesitzern, Industrie- und Handelsinteressen und ärmerer Landbevölkerung. Im selben Jahr erschien auch seine Analyse des Machtantritts des Kabinett Hayes nach umstrittenen Wahlen (Kompromiss von 1877), die ebenfalls ökonomische Gesichtspunkte hervorhob.
Woodward war Herausgeber der Oxford History of the United States (1982–1999). 1958 wurde er in die American Academy of Arts and Sciences, 1959 in die American Philosophical Society und 1970 in die American Academy of Arts and Letters gewählt. Seit 1972 war er korrespondierendes Mitglied der British Academy. 1969 war er Präsident der American Historical Association. 1974 stand er einer Historikerkommission vor, die im Auftrag des Justizausschusses des US-Repräsentantenhauses einen Bericht über Fehlverhalten früherer US-Präsidenten verfasste.
1982 erhielt er den Pulitzer-Preis für die Herausgabe der Bürgerkriegstagebücher von Mary Chesnut. 1986 erschien seine Autobiographie.
Er war seit 1937 mit Glenn Boyd McLeod verheiratet.

## Schriften
- Tom Watson, Agrarian Rebel, 1938, Oxford UP 1963, Archive.
- The Battle of Leyte Gulf, Macmillan 1947, 1965
- Origins of the New South, 1877–1913, Louisiana State UP 1951, 1971
- Reunion and Reaction: The Compromise of 1877 and the End of Reconstruction, Boston: Little Brown 1951, 1991.
- The Strange Career of Jim Crow, Oxford UP 1955, 3. Auflage 1974
- The Burden of Southern History, Louisiana State University Press 1955, 3. Auflage 1993  (Essays)
- Herausgeber The Comparative Approach to American History, Basic Books 1968
- American Counterpoint:  slavery and racism in the North-South dialogue, Boston: Little, Brown 1971 (Essays)
- Mary Chesnut’s Civil War, Yale UP 1981 (erhielt den Pulitzer-Preis)
- Herausgeber mit Elizabeth Muhlenfeld The Private Mary Chestnut: The Unpublished Civil War Diaries 1984
- Thinking Back: The Perils of Writing History, Louisiana State University Press, 1986
- The Old World's New World, Oxford UP 1991
- The Letters of C. Vann Woodward,  Herausgeber Michael O’Brien, Yale University Press 2013